# 2S19ムスタ-S 152mm自走榴弾砲
2S19 ムスタ-S（ロシア語：2С19 Мста-С ドヴァー・エーズ・ヂヴィナーッツァチ・ムスター・エース）は、ロシアの自走榴弾砲である。
名称の「ムスタ」は、それまでのソビエト連邦の自走砲の名称が花の名前から採られていたのとは対照的にムスタ川から採られた。

## 概要
2S19は、従来の2S1・2S3および2S5を置き換えるために、ウラル運輸車両工場で開発され、1989年から配備が開始された。
基本的にはT-80の車体を流用し、そこに新たに設計された砲塔を搭載したものとなっている。T-80で信頼性などの点で不評だったガスタービンエンジンは、T-72B型以降およびT-90でも採用されているものと同じ型のディーゼルエンジンに変更されている。
砲塔に必要なシステムをすべて搭載しており、その点では同じ主力戦車の車体を流用したフランスのGCT自走榴弾砲と類似している。砲塔の後部には21.6hpのガスタービン補助エンジンが搭載されており、主エンジンを停止していても射撃が可能である。
搭載砲は2A65 ムスタ-B榴弾砲を改良した2A64榴弾砲（48口径152mm）で、第二次世界大戦後開発され実用化されたすべての152mm砲弾を使用する事ができ、さらにレーザー誘導砲弾ZOF-39 クラスノポールが使用できる。ZOF-39は前線観測班が照射するYAGレーザーによって誘導される砲弾である。最大射程は、通常弾の場合24.7km、RAP（ロケットアシスト弾）では36km、ZOF-39の場合は20kmである。
砲塔内には50発分の砲弾および装薬が搭載されており、装填は自動で行われる。車体外部から給弾し発射することも可能で、砲塔の後部にあるベルトコンベアに要員が砲弾と装薬を載せ、それが半自動で装填される。
発射速度は車内の物を使用した場合毎分7-8発、外部給弾の場合は毎分6-7発になる。
2S1・2S3・2S5の3車種を統合できる車両として開発されたが、財政難のため更新は進んでいないと言われている。輸出も積極的に提案されており、改良型や西側諸国で主要な155mm榴弾砲を搭載したタイプ、装輪型もあるが、開発が進んでおらず、採用した国も無い。
2022年ロシアのウクライナ侵攻では、ロシア軍が前線に投入。ウクライナ軍によって破壊される映像が公開された。

## 派生型

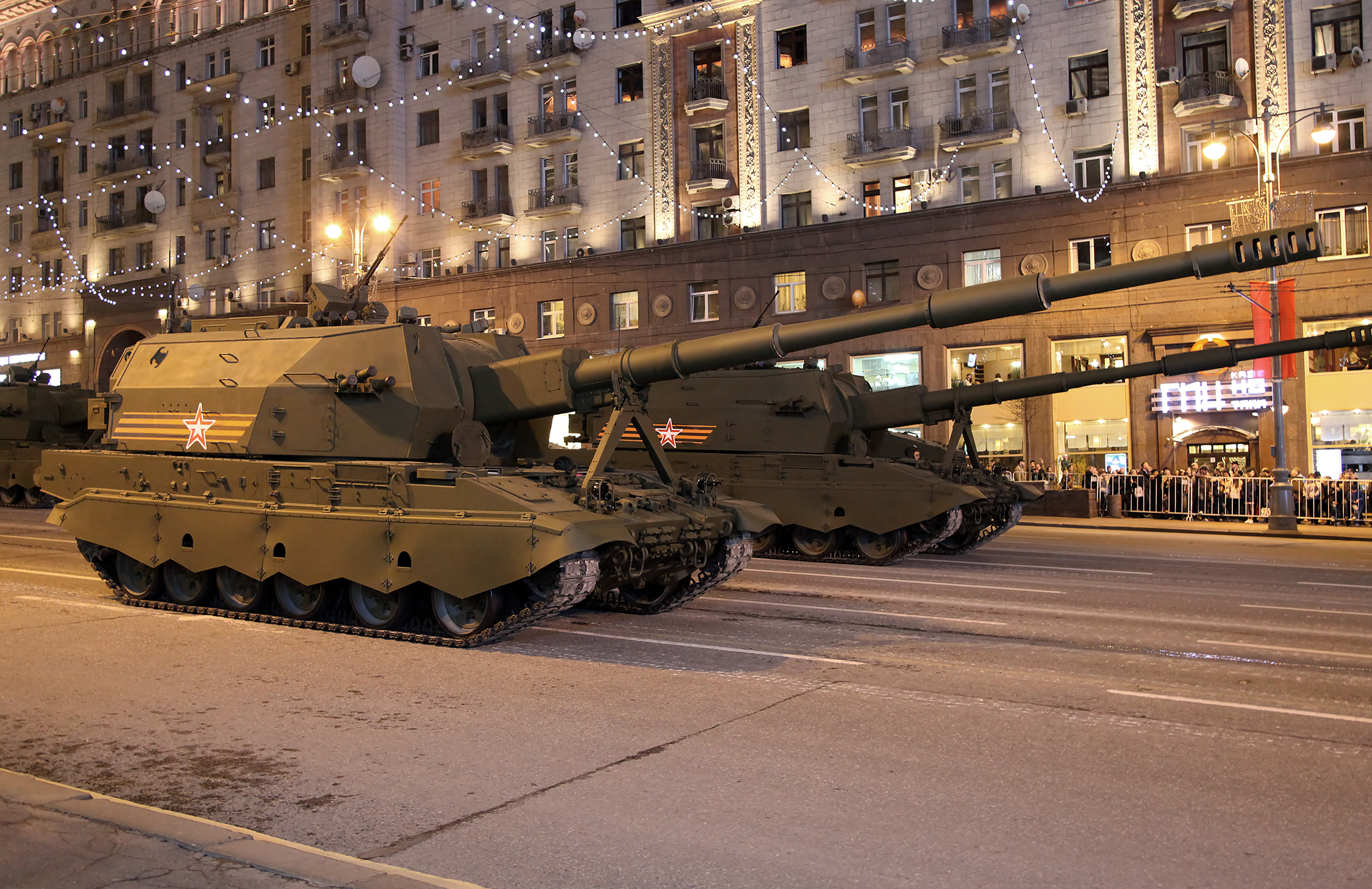
2S35 コアリツィア-SV

2S19M1
2000年に発表された改良型。衛星測位システムであるGLONASSを利用した精密射撃が可能。
2S19M1-155
2S19M1を基にした西側向け改良型で、2006年に試作車が完成した。主砲を50口径の155mm榴弾砲に換装。
2020年には、エンジンを1,000馬力に換装し、全自動装填システム（従来型は弾頭のみ自動装填）、オルラン10無人偵察機と連携した完全自動式の射撃指揮装置などを装備した改良型が登場している。
2S19M2
2013年に発表された改良型。新射撃管制システムにより装填速度を向上。電子地図情報により、地理的に困難な状況での即応性を上げ、効率的に任務を遂行可能となった。
2S21 ムスタ-K
KrAZ-Sibir 8x8 トラックに砲塔を搭載した装輪型。
2S30 イセット
改良型。試作車のみ。
2S33 ムスタ-SM
改良型。詳細は不明。
2S35 コアリツィヤ-SV
「SV」は「Sukhoputniye Vojska」の略。2S19の砲塔に試作型は152mm榴弾砲を縦に2門装備した連装自走砲であった。2010年に調達計画が一時中止されたが、設計を変更して再開、2015年に量産先行車が完成している。この量産先行型では、主砲は2門から1門に減らされている。シャーシにはアルマータと共通のものが使用されていると伝えられていたが、2015年の戦勝パレードで披露された車両はT-90系と同型と見られる走行装置を持ち、転輪配置は2S19と類似していた。
1K17
2S19の車体を流用した自走レーザー兵器システム。

## 採用国
- アゼルバイジャン - 2024年時点で、アゼルバイジャン陸軍が18両の2S19を保有[3]。
- ベラルーシ - 13両[4]
- エチオピア-10両[5]
- ジョージア - 2024年時点で、ジョージア陸軍が1両の2S19を保有[6]。
- ロシア - 800両（2008年までの配備数）[7]
- ウクライナ - 40両[8]

## 登場作品

### ゲーム
『エースコンバット7』
エルジア陸軍が運用している。